# Modulação

Animação mostrando a principal diferença entre a amplitude modulada e a frequência modulada.

Modulação é o processo de variação de altura (amplitude), de intensidade, frequência, do comprimento e/ou da fase de onda numa onda de transporte, que deforma uma das características de um sinal portador (amplitude, fase ou frequência) que varia proporcionalmente ao sinal modulador.

## Telecomunicações
Modulação é o processo no qual a informação transmitida numa comunicação é adicionada a ondas eletromagnéticas. O transmissor adiciona a informação numa onda especial de tal forma que poderá ser recuperada na outra parte através de um processo reverso chamado demodulação.
A maioria dos sinais, da forma como são fornecidos pelo transmissor, não podem ser enviados diretamente através dos canais de transmissão. Conseqüentemente, é necessário modificar esse sinal através de uma onda eletromagnética portadora, cujas propriedades são mais convenientes aos meios de transmissão. A modulação é a alteração sistemática de uma onda portadora de acordo com a mensagem (sinal modulante), e pode incluir também uma codificação.
É interessante notar que muitas formas de comunicação envolvem um processo de modulação, como a fala por exemplo. Quando uma pessoa fala, os movimentos da boca são realizados a taxas de freqüência baixas, na ordem dos 10 Hertz, não podendo a esta frequência produzir ondas acústicas propagáveis. A transmissão da voz através do ar é conseguida pela geração de tons (ondas) portadores de alta frequência nas cordas vocais, modulando estes tons com as ações musculares da cavidade bucal. O que o ouvido interpreta como fala é, portanto, uma onda acústica modulada, similar, em muitos aspectos, a uma onda elétrica modulada.
O dispositivo que realiza a modulação é chamado modulador.
Basicamente, a modulação consiste em fazer com que um parâmetro da onda portadora mude de valor de acordo com a variação do sinal modulante, que é a informação que se deseja transmitir.
Dependendo do parâmetro sobre o qual se atue, temos os seguintes tipos de modulação:
- Modulação em amplitude (AM)
- Modulação em fase (PM)
- Modulação em frequência (FM)
- Modulação em banda lateral dupla (DSB)
- Modulação em banda lateral única (SSB)
- Modulação de banda lateral vestigial (VSB, ou VSB-AM)
- Modulação de amplitude em quadratura (QAM)
- Modulação por divisão ortogonal de frequência (OFDM)

Quando a OFDM é utilizada em conjunção com técnicas de codificação de canal, se denomina Modulação por divisão ortogonal de frequência codificada (COFDM).
Também se empregam técnicas de modulação por pulsos, entre elas:
- Modulação por pulso codificado (PCM)
- Modulação por largura de pulso (PWM)
- Modulação por amplitude de pulso (PAM)
- Modulação por posição de pulso (PPM)

Quando o sinal modulador é um sinal digital, com um conjunto de símbolos digitais (p.ex, 0 ou 1), transmitidos (chaveados) em determinada velocidade de codificação (bauds), designa-se essas modulações, com uma transição abrupta de símbolos, por:
- Modulação por chaveamento de amplitude (ASK)
- Modulação por chaveamento de frequência (FSK)
- Modulação por chaveamento de fase (PSK)
- Modulação por chaveamento de fase e amplitude (APSK ou APK)